# Grafheuvels van Bessjatyr
De grafheuvels van Bessjatyr (Russisch: Бесшатырский курган, Bessjatyrski koergan; Kazachs: Бесшатыр қорымдары, Bessjatyr qorymdary) is een grafcomplex uit het tijdperk van de Saken, gelegen in de vallei van de Ili op het grondgebied van het nationaal park Altyn-Emel in het district Kerboelak van Kazachstan. De grafheuvels bevinden zich in het Sjylbyr-gebied op de rechteroever van de Ili. Het toponiem "Bessjatyr" wordt vanuit het Kazachs vertaald als "vijf tenten".

## Beschrijving
Bessjatyr omvat meerdere grafvelden die dateren uit de 6e tot 4e eeuw v.Chr. over een totale oppervlakte van ongeveer 2 km². De grootste van de heuvels, de Grote Bessjatyr-koergan, heeft een diameter van 105 m en een hoogte van 17 m. De heuvel heeft een afgeknotte vorm, en door de stenen bekleding, die aan de basis in meerdere lagen is gelegd, ontstaat de indruk van een sokkel. De heuvel is omgeven door een spiraal van 94 ringhekken van stenen pilaren (menhirs) en grote rotsblokken. Op sommige menhirs zijn tamga's van Kazachse clans geschilderd. In een van de heuvels bevond zich een houten structuur gemaakt van massieve stammen van Tiensjan-sparren (Picea schrenkiana tianschanica).
De begraafplaatsen werden in 1957 en 1959-1961 onderzocht door de archeologische expeditie van Semiretsje onder leiding van Kemal Akisjev. Er werd vastgesteld dat het 31 grote en kleine graven omvatte, waarvan er 21 met stenen bedekt waren en 10 met een laag steenslag en klei. De graven zijn conventioneel verdeeld in noordelijke en zuidelijke. De grootste (2e en 3e) hebben een diameter van 45 tot 105 m en een hoogte van 6-17 m, de middelgrote respectievelijk 25-38 m bij 5-6 m, en de kleine van 6-13,3 m bij 0,8-2 m. Zes van de 20 heuvels zijn omheind met een keten van 45 hekken van stenen platen en kleine stenen. Op veel platen bevinden zich petrogliefen van berggeiten, wilde zwijnen, wolven en andere dieren, evenals verschillende tekens. Er zijn symbolen van de zon en cirkels die het Kazachse tamga-oog uitbeelden. In zes grote heuvels werden complexe ondergrondse gangen ontdekt met een totale lengte van 55 m. De hoogte van de doorgangen was 1,68 m en de breedte 0,8 m. De graven van de kleine heuvels hadden de vorm van een eenvoudige kuil, soms met een stenen zijbak. De middelste hadden de vorm van een yurt. De grote graven waren van binnenuit versierd met hout en zijn unieke architectonische monumenten uit de oudheid. Voor de aanleg van een grote grafheuvel was tot 50.000 m3 steen en klei nodig. Boomstammen voor de afwerking waren afkomstig van Tiensjan-sparren uit de Trans-Ili Alatau, 200-250 km van de locatie, welke de rivier afgedreven werden.
Volgens de onderzoekers was het Bessjatyr-complex een heilige plaats voor de Sakische stammen, die hier eeuwenlang begrafenissen en verschillende religieuze rituelen uitvoerden en offers brachten.
Studies van 18 graven van verschillende grootte leverden waardevolle wetenschappelijke informatie op over de sociale groepen, de economie, het leven, de gebruiken, religieuze overtuigingen, architectuur, wapens en uitrustingen van de Saken. De heuvels waren niet alleen een begraafplaats, maar ook een plaats voor religieuze ceremonies. De grote graven waren voor de leiders en militaire commandanten van de Sakische stammen, in de middelste werden militaire leiders van lagere rang en beroemde krijgers begraven, en de kleinere graven werden toegewezen aan gewone soldaten en gewone mensen. Tijdens de opgravingen werden een kort acinaces-zwaard, ijzeren messen en dolken met vlindervormige handgrepen, speerpunten, een deel van een houten schild, resten van pijlkokers met bronzen pijlpunten, een ijzeren singelgesp, bronzen haarspelden, armbanden, 4 agaten en 2 gouden kralen gevonden. Er wordt aangenomen dat het door stenen hekken omsloten gebied de rituele plaats van de necropolis was.
In de buurt van Bessjatyr bevinden zich ook de Sakische begraafplaatsen Kzylaoeyz, Altyn-Emel, Karasjoky. 3 km naar het zuidoosten zijn er latere graven: de Wusun-begraafplaatsen Bessjatyr II, bestaande uit 33 heuvels, iets verder de Kalkan I-begraafplaats, met 118 grafstructuren, en in het gebied van de Altynemel-pas de begraafplaats met dezelfde naam bestaande uit 36 heuvels.
Vondsten uit de grafheuvels geven aan dat de Sakische adel na de dood hun dominante positie probeerde te bestendigen door enorme monumenten te bouwen. De grootte van de heuvel duidde op de hoge sociale positie van een persoon in de samenleving. De Bessjatyr-grafheuvels zijn omgeven door zeer ongebruikelijke bouwwerken.
Uit het onderzoek blijkt dat er ruime ervaring was met het bouwen van grafheuvels en woningen met behulp van hout, steen, riet en struiken. Hieruit kan men concluderen dat de Saken van Semiretsje alleen in het warme seizoen rondtrokken, en met het begin van de winter naar hun overwinteringsplaatsen gingen. 